# Compagnia Aerea Italiana
Die Compagnia Aerea Italiana, kurz CAI, war ein italienisches Konsortium, das die Aktivitäten der insolventen Fluggesellschaft Alitalia übernommen hat. Diese wurden herausgelöst und in einer neuen Fluggesellschaft unter der Dachmarke Alitalia zusammengeführt.
Im September 2014 wurde das Nachfolgeunternehmen Società Aerea Italiana gegründet, an dem Etihad Airways mit 49 Prozent beteiligt ist. Alitalia – Società Aerea Italiana nahm ihren Betrieb am 1. Januar 2015 auf.

## Geschichte
Die CAI wurde im Rahmen des Rettungsplans für Alitalia am 26. August 2008 auf Initiative der italienischen Bank IntesaSanpaolo und von Roberto Colaninno gegründet. Am 18. September 2008 zog die CAI ihr Angebot bezüglich der angeschlagenen Alitalia zurück; trotzdem löste sich die Gesellschaft nicht auf. Am 27. September 2008 erzielten CAI und italienische Gewerkschaften eine Übereinkunft über die Rahmenbedingungen zukünftiger Arbeitsverträge.
Nachdem der 15. Oktober 2008 primär als Arbeitsbeginn der CAI anvisiert worden war, wurde dieser Termin schließlich auf den Dezember 2008 verschoben. Damit hoffte die Fluggesellschaft die normativen und arbeitsrechtlichen Probleme ausräumen und ihre Finanzmittel trotz Finanzkrise auf eine Milliarde Euro aufstocken zu können.
Am 28. Oktober 2008 wurde auf einer Aktionärsversammlung die Umwandlung der Srl in eine Aktiengesellschaft (S.p.A.) sowie eine Kapitalerhöhung von 1,1 Milliarden Euro beschlossen.
Am 12. Januar 2009 übernahm Air France-KLM für 323 Millionen Euro 25 Prozent an der Alitalia CAI. Im Januar 2014 erwarb Poste Italiane im Rahmen einer Kapitalerhöhung einen Anteil von 18 Prozent an Alitalia CAI, die Großbank Intesa Sanpaolo verdoppelte ihre Beteiligung auf 22 Prozent, wodurch die von Air France-KLM auf etwa sechs Prozent sank.
Im September 2014 wurde von CAI und Etihad die neue Gesellschaft Società Aerea Italiana (SAI) gegründet, die seit dem 1. Januar 2015 Alitalia betreibt. An der SAI hält CAI über die MidCo S.p.A. 51 Prozent, Etihad 49 Prozent.

## Aktionäre

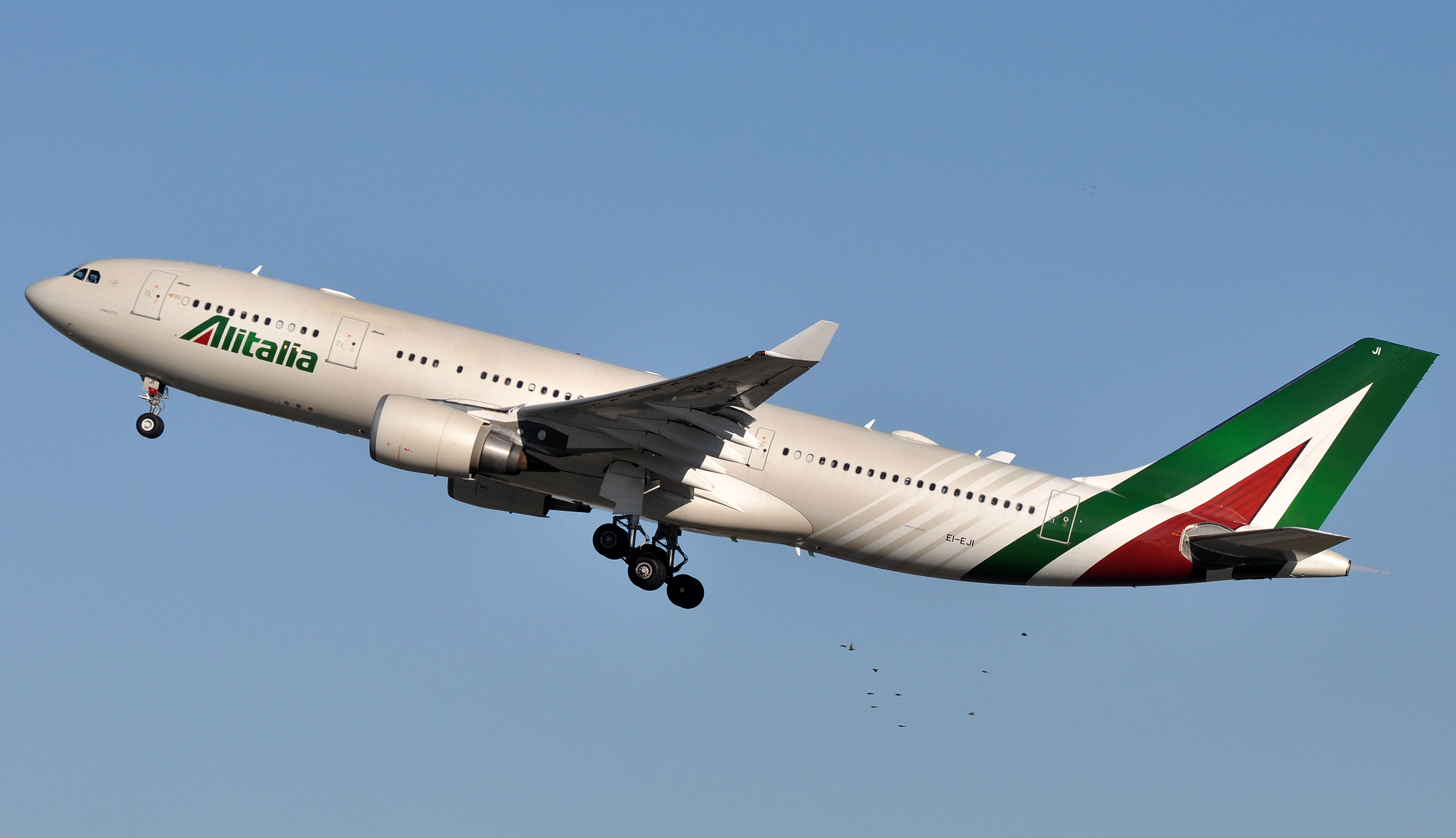
Airbus A330-200 der Alitalia

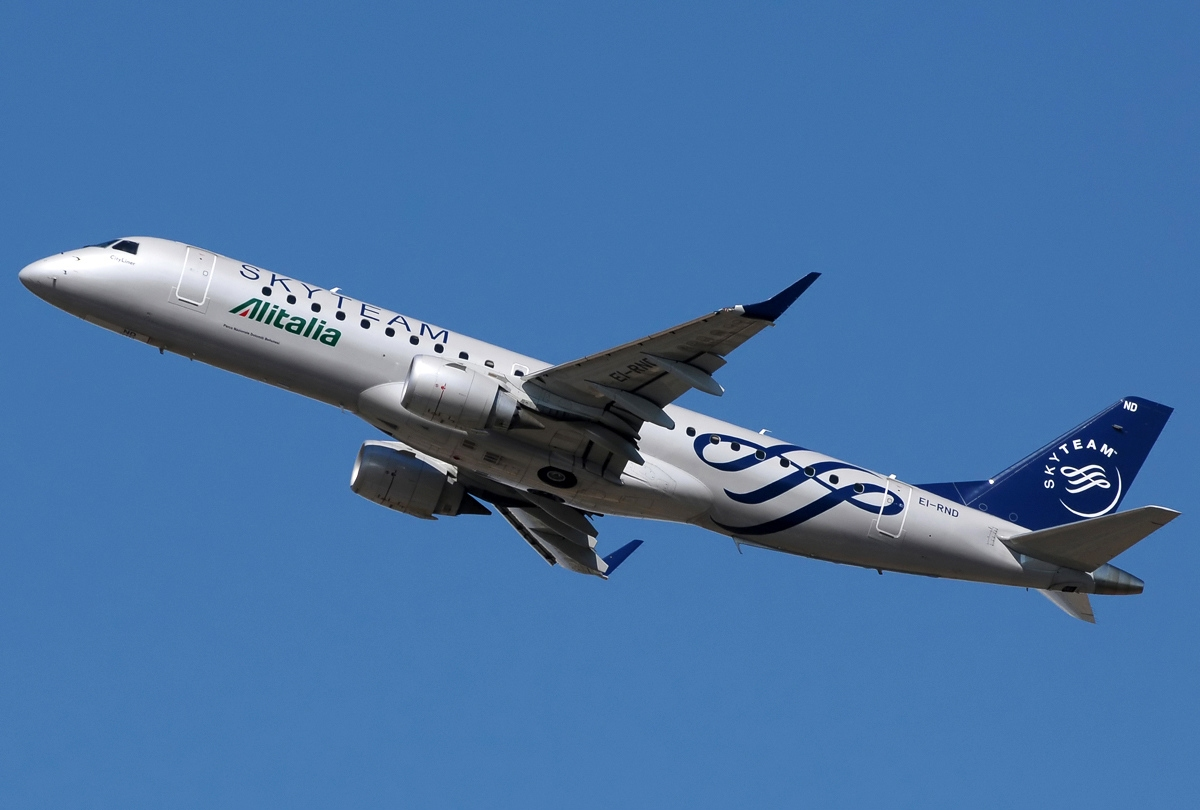
Embraer 190 der Alitalia CityLiner in SkyTeam-Sonderlackierung

Unternehmensanteile (Stand 21. Dezember 2014)
- 20,59 % – Intesa Sanpaolo
- 19,48 % – Poste Italiane
- 12,99 % – Unicredit
- 10,19 % – Roberto Colaninno mittels IMMSI
- 7,44 % – Benetton Group mittels Atlantia
- 7,08 % – Air France-KLM
- 4,28 % – Riva-Konzern
- 3,90 % – Antonio Percassi mittels Odissea
- 3,69 % – Davide Maccagnani mittels Macca
- 2,67 % – Pirelli
- 0,75 % – Marcegaglia
- 0,21 % – Achille D’Avanzo mittels Solido Holding
- 6,73 % – andere